# Alex J. Mandl
Pour les articles homonymes, voir Mandl.
Alex J. Mandl (né en 1943 en Autriche) est un homme d'affaires austro-américain, actuellement[Quand ?] président non exécutif du comité d'administration de Gemalto, entreprise spécialisée dans les solutions de sécurité numérique, dont les cartes à puce. Il a été décrit comme « l'un des hommes d'affaires américains les plus puissants » par le magazine Forbes. Il est très lié aux services de renseignements américains.

## Études
Dans les années 1950, Mandl a déménagé aux États-Unis avec son père Otto, après le divorce de ses parents. Alex Mandl étudia à la Happy Valley School (maintenant connue comme la Besant Hill School of Happy Valley), alors que son père était le directeur de l'école, dans la ville d'Ojai, en Californie. Après le lycée, il a suivi des cours à la Willamette University à Salem, dans l'Oregon, où son père avait obtenu un poste d'enseignant. Alex Mandl est diplômé en économie de cette petite école d'arts libéraux. Il s'est ensuite inscrit à l'Université de Californie à Berkeley, où il a obtenu une Maîtrise en administration des affaires à la fin des années 1960.

## Carrière
Mandl a commencé à travailler pour Boise Cascade Corporation après l'Université, restant là pendant 11 ans. Il travailla ensuite chez CSX Corporation, puis dans la Sea-Land Services, Inc dans les années 1980. En août 1991, Mandl commença à travailler chez AT&T, en tant que chef de la direction financière. À ce poste, Joseph Nacchio a été l'un de ses grands subordonnés. Mandl a eu un rôle-clé lors de l'achat par AT&T d'une participation dans McCaw Cellular en 1992.

## Postes occupés
- 1969 – Boise Cascade Corporation, analyste des fusions et acquisitions,
- 1969 - 1980 – "différents postes financiers", selon sa biographie à Gemalto.
- 1980 – Seaboard Coast Line Industries, vice-président et directeur financier.
- 1987 - 1991 – Président directeur général de Sea-Land Service, Inc.
- 1991 - 1996 – Directeur financier, puis président et chef de l'exploitation de AT&T.
- 1996 - 2001 – Président directeur général de Teligent.
- 1999 - 2002 – En poste au conseil d'administration de In-Q-Tel (il démissionne pour rentrer chez Gemplus.)
- Avril 2001 - Août 2002 – Directeur général chez ASM Investissements.
- Septembre 2002 - Juin 2006 - Directeur général chez Gemplus International[4].
- 2 juin, 2006 - Aujourd'hui - Président non exécutif du conseil d'administration chez Gemalto.

## Autres affiliations
- Actuellement en poste dans les conseils d'administration de Dell, de la Haas School of Business, de l'Université de Willamette, de l'UC Berkeley, et de l'American Enterprise Institute. Il a également siégé aux conseils d'administration d'AT&T, de Pfizer et de Warner-Lambert.
- Mandl a également été affilié avec General Semiconductor, Associated Communications, Omnisky...